# Union des forces pour la démocratie et le développement
Die Union of Forces for Democracy ist die größte Rebellengruppe im Tschad.
Sie wurde im Oktober 2006 unter Führung von Mahamat Nouri gegründet. Die Rebellen kämpfen gegen Präsident Idriss Déby.
Die Gruppe besteht aus der
- United Front for Democratic Change
- Democratic Revolutionary Council
- Union of Forces for Progress and Democracy